# Troglohyphantes orghidani
Troglohyphantes orghidani är en spindelart som beskrevs av Margareta Dumitrescu och Maria Georgescu 1977. Troglohyphantes orghidani ingår i släktet Troglohyphantes och familjen täckvävarspindlar.
Artens utbredningsområde är Rumänien. Inga underarter finns listade i Catalogue of Life.